# Olive Morris
Olive Elaine Morris (Saint Catherine, 26 de junho de 1952 – Lambeth, 12 de julho de 1979) foi uma líder comunitária nascida na Jamaica e ativista nas campanhas feministas, nacionalistas negras e pelos direitos dos ocupantes da década de 1970. Aos dezessete anos, alegou ter sido agredida por policiais metropolitanos após um incidente envolvendo um diplomata nigeriano em Brixton, no sul de Londres. Ela unificou a organização Panteras Negras Britânicas, tornando-se uma comunista marxista-leninista e uma feminista radical. Além disso, ocupou prédios na Railton Road em Brixton; hospedou-se em Sabarr Books e, posteriormente, na 121 Center, outro local usado como escritórios pelo coletivo Race Today. Morris tornou-se uma importante organizadora do Movimento de Mulheres Negras no Reino Unido, co-fundadora do Grupo de Mulheres Negras de Brixton e da Organização de Mulheres de Ascendência Africana e Asiática em Londres.
Durante seus estudos na Universidade Victoria de Manchester, continuou com seu ativismo. Esteve envolvida na Cooperativa de Mulheres Negras de Manchester e viajou para a China com a Sociedade para o Entendimento Anglo-Chinês. Depois de se formar, Morris voltou para Brixton e trabalhou no Brixton Community Law Centre. Ela ficou doente e recebeu o diagnóstico de linfoma não-Hodgkin, e morreu aos 27 anos de idade. Sua vida e obra foram prestigiadas tanto por organizações oficiais – Lambeth Council batizou um prédio em sua homenagem – quanto pelo grupo ativista Remembering Olive Collective (ROC). Amigos e colegas têm lembranças dela dos tempos em que era destemida e dedicada a lutar contra a opressão em todos as situações. Morris é retratada na cédula de B£1 da libra esterlina de Brixton, aparecendo em listas de mulheres negras britânicas inspiradoras.

## Primeiros anos
Olive Morris nasceu em 26 de junho de 1952 em Harewood, St Catherine, na Jamaica. Seus pais se chamavam Vincent Nathaniel Morris e Doris Lowena (nascida Moseley), e ela tinha cinco irmãos. Quando seus pais se mudaram para a Inglaterra, ela morou com a avó e se transferiram para o sul de Londres aos nove anos. Seu pai trabalhava como motorista de empilhadeira, enquanto sua mãe exercia o cargo profissional em fábricas. Morris foi para a escola primária Heathbrook, a secundária Lavender Hill Girls e Dick Sheppard School em Tulse Hill, saindo sem qualificações. Posteriormente, estudou para O-Levels e A-levels, além de ter frequentado uma aula no London College of Printing (agora chamado London College of Communication).

## Carreira como ativista
No final da década de 1960 e início dos anos 1970, ativistas negros britânicos abraçaram as discussões políticas multiétnicas sobre nacionalismo negro, classismo e imperialismo na África, Ásia e Caribe, bem como no Reino Unido. Seus objetivos de maior prioridade eram encontrar sua identidade, expressão cultural e autonomia política, ajudando suas próprias comunidades e outras com lutas semelhantes.
Apesar da aprovação da Lei de Relações Raciais de 1965, os afro-caribenhos (juntamente com outros grupos minoritários) continuaram a sofrer racismo; o acesso à moradia e ao emprego foi restringido de forma discriminatória e as comunidades negras foram pressionadas tanto pela polícia quanto por grupos fascistas como a Frente Nacional Britânica. Para combater essas questões, os britânicos negros usaram estratégias anticoloniais e adotaram formas de expressão cultural africanas, inspirando-se nos movimentos de libertação negra em Angola, Eritreia, Guiné-Bissau, Moçambique e Zimbábue. Da mesma forma, os ativistas negros britânicos desafiaram as ideias de respeitabilidade pelas escolhas que fizeram para seus adornos, roupas e estilos de cabelo. Eles ouviram reggae e soca do Caribe e soul dos Estados Unidos, e exibiram imagens de figuras revolucionárias conhecidas internacionalmente, como Che Guevara e Angela Davis. Seu senso de moda também foi influenciado pelo movimento dos direitos civis.
Morris foi atraída para esse movimento porque lhe permitiu afirmar suas raízes e negritude caribenhas, ao mesmo tempo em que forneceu um meio para lutar contra os problemas que afetavam sua comunidade. Com pouco mais de um metro e meio de altura, conquistou a reputação de ativista feroz. Descrita por outros ativistas como destemida e dedicada, recusou-se a ficar parada e permitir que a injustiça ocorresse. Oumou Longley, uma pesquisadora de estudos de gênero e história negra, observa que a identidade de Morris era complexa: "Uma mulher nascida na Jamaica que cresceu na Grã-Bretanha, uma ocupante graduada pela Universidade de Manchester, uma mulher com um parceiro de longa data de pele branca e uma mulher que durante esse tempo teve relacionamentos íntimos com outros homens e mulheres". Deliberadamente, parecia andrógina, adotando um "visual queer revolucionário de irmã de alma". Morris fumava, preferia jeans e camisetas, andava descalça ou usava sapatos confortáveis e o cabelo afro curto. Suas escolhas de estilo pessoal desafiaram não apenas as noções do que significava ser britânico, mas também caribenho. A acadêmica afro-americana Tanisha C. Ford observou que Morris não se conformava com o gênero da mesma forma que os ativistas do Comitê Coordenador Estudantil Não-Violento nos Estados Unidos, que cortavam o cabelo curto e trocavam o uso de vestidos e pérolas por macacões.

### Maus-tratos após incidente de Gomwalk
Em 15 de novembro de 1969, o diplomata nigeriano Clement Gomwalk foi confrontado por policiais metropolitanos enquanto estacionava do lado de fora da Desmond's Hip City, a primeira loja de discos negra em Brixton. O carro Mercedes-Benz que ele dirigia tinha um número diferente na placa do carro; os policiais retiraram o veículo e o interrogaram sob a " lei sus" (poder de busca e apreensão), contestando que ele fosse um diplomata. Uma multidão se formou ao redor deles e então uma altercação física ocorreu. O jornalista local Ayo Martin Tajo escreveu um relato dos eventos uma década depois, afirmando que Morris abriu caminho no meio da multidão e tentou impedir que a polícia batesse no diplomata; isso levou a polícia a agredi-la e a várias outras pessoas. Segundo o próprio relato de Morris, conforme publicado no Black People's News Service (o boletim informativo dos Panteras Negras Britânicas), ela chegou depois que Gomwalk foi preso e levado em uma van da polícia.
A situação com os policiais piorou depois que a multidão começou a confrontá-los sobre o tratamento brutal dispensado a Gomwalk. Morris lembrou de seu amigo sendo arrastado pela polícia, gritando "Não fiz nada" quando seu braço foi quebrado. Ela não relatou exatamente como se envolveu, mas registrou que foi presa e, posteriormente, espancada sob custódia policial. Como ela estava vestida com roupas masculinas e tinha cabelos muito curtos, a polícia acreditou que ela fosse um homem jovem, um deles disse "Ela não é menina". De acordo com o relato de Morris, foi forçada a se despir e ameaçada de estupro: "Todos eles me fizeram tirar o suéter e o sutiã na frente deles para mostrar que eu era uma menina. Um policial homem segurando um cassetete disse: 'Agora prove que você é uma mulher de verdade.'" Referindo-se ao seu clube (cassete ou bastão), ele afirmou: "Olha, é a cor certa e o tamanho certo para você. Boceta negra!" O irmão de Morris, Basil, descreveu seus ferimentos no incidente, dizendo que "mal conseguia reconhecer seu rosto, eles a espancaram tanto". Ela foi multada em dez libras esterlinas e recebeu uma pena suspensa de três anos de prisão por agredir um policial; o prazo foi, mais tarde, reduzido para um ano. Esta foi uma experiência formativa para Morris, que se tornou comunista marxista-leninista e feminista radical. Sua política era interseccional, com foco no racismo em todo o mundo, embora ciente das conexões com o colonialismo, sexismo e discriminação de classe.

### Panteras Negras Britânicas
Morris decidiu fazer campanha contra o assédio policial e ingressou na seção jovem dos Panteras Negras Britânicos no início da década de 1970. O grupo não era afiliado ao Movimento dos Panteras Negras nos Estados Unidos, mas compartilhava seu foco em melhorar as comunidades locais. Os Panteras Britânicas promoviam o Black Power e eram pan-africanos, nacionalistas negros e marxistas-leninistas. Morris foi apresentado a Altheia Jones-LeCointe, Farrukh Dhondy e Linton Kwesi Johnson e em agosto de 1972, ela tentou encontrar Eldridge Cleaver, um líder do movimento dos EUA, na Argélia; viajando com sua amiga Liz Obi, ela só conseguiu ir até o Marrocos. Eles ficaram sem dinheiro e tiveram que pedir ajuda ao consulado britânico em Tânger para voltar para casa.
No início dos anos 1970, havia muitos processos judiciais envolvendo ativistas negros sob acusações forjadas. No julgamento dos Mangrove Nine, os Panteras Negras organizaram piquetes de solidariedade; os acusados acabaram sendo considerados inocentes, o juiz reconhecendo que os oficiais da Polícia Metropolitana eram racialmente preconceituosos. Durante o julgamento do Oval Four, Morris foi preso após uma briga com policiais do lado de fora do Old Bailey ao lado de Darcus Howe e outra pessoa. Os três foram acusados de agressão ocasionando lesões corporais reais e adotaram uma abordagem política em seu julgamento subsequente, solicitando que os membros do júri fossem negros, da classe trabalhadora ou ambos. Eles pesquisaram os antecedentes do juiz, John Fitzgerald Marnan, e descobriram que, como conselheiro da Coroa no Quênia, ele havia processado participantes do levante anticolonial Mau Mau. Quando o caso foi a julgamento em outubro de 1972, os nove policiais forneceram provas contraditórias, inclusive sobre o calçado que Morris usava, ponto crucial desde que ela foi acusada de chutar um policial. O júri a absolveu e os outros réus.
Após o fim dos Panteras Negras Britânicos, Morris fundou o Brixton Black Women's Group com Obi e Beverley Bryan em 1973. O coletivo explorou a experiência das mulheres no Partido dos Panteras Negras e teve como objetivo proporcionar um espaço para mulheres asiáticas e negras discutirem questões políticas e culturais de forma mais geral. Ele criticou o feminismo branco, descobrindo que questões como aborto e salários para tarefas domésticas não eram centrais para a experiência negra, uma vez que os envolvidos estavam mais preocupados com o cuidado dos filhos e com o pagamento por seus trabalhos de limpeza. O grupo foi organizado de forma não hierárquica; publicou o boletim Speak Out e produziu The Heart of the Race: Black Women's Lives in Britain, que foi lançado pela Virago Press em 1985. Três mulheres do coletivo foram intituladas como autoras porque a editora se recusou a usar um nome coletivo. Dedicado a Morris, o livro foi republicado pela Verso Books em 2018.

### Ocupação em Brixton

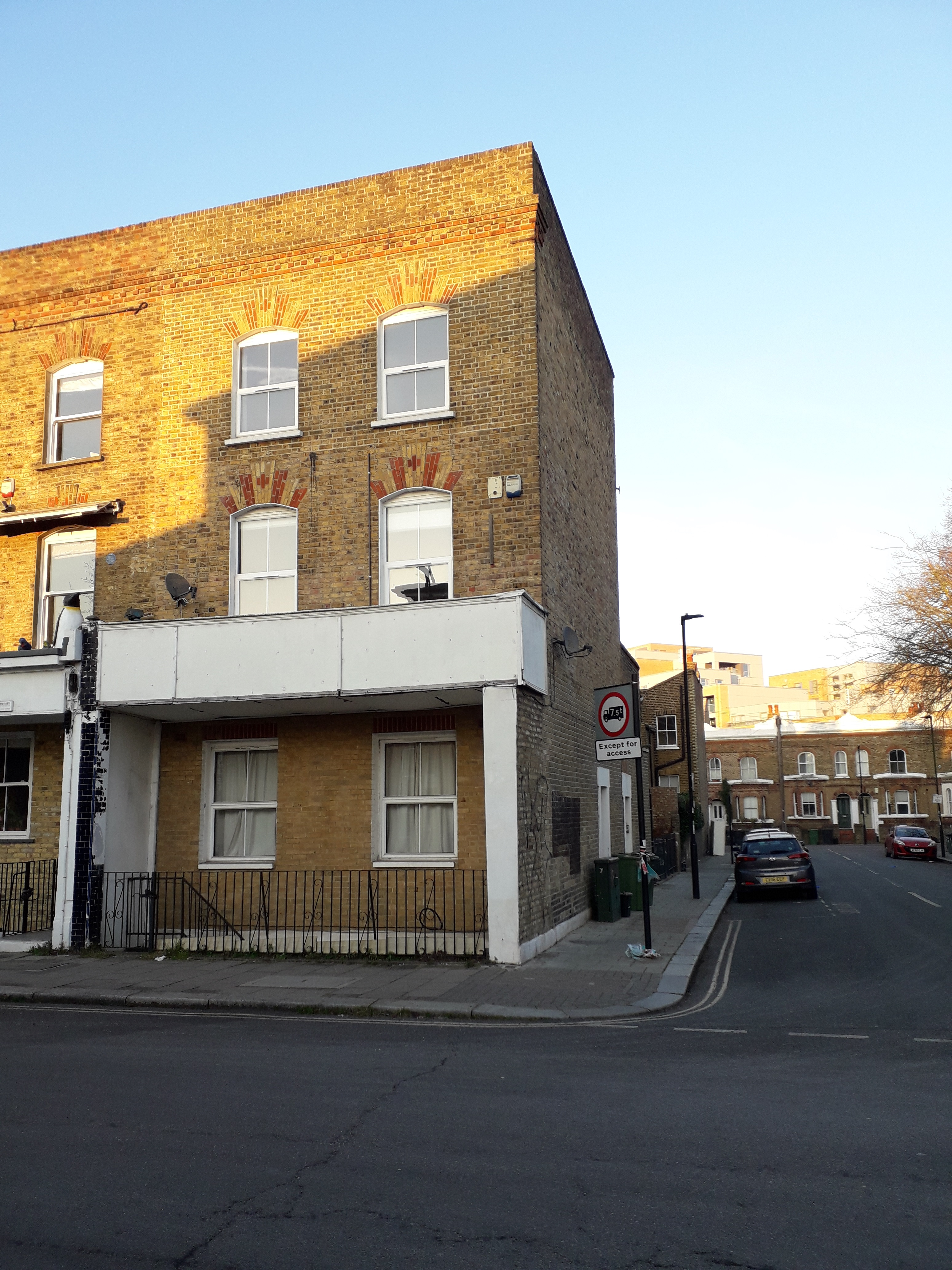
121 Railton Road em 2023

Tendo começado a ocupar prédios em Brixton por causa da necessidade de moradia, Morris passou a ver a ocupação como um meio de estabelecer projetos políticos. A ocupação forneceu uma maneira para o Grupo de Mulheres Negras de Brixton permanecer autônomo do movimento mais amplo de libertação das mulheres na Inglaterra. Em 1973, Morris ocupou a 121 Railton Road com Liz Obi. Quando os trabalhadores invadiram e levaram seus pertences, Morris e Obi rapidamente ocuparam a casa novamente e fizeram um acordo com o corretor de imóveis. Falando ao jornal diário londrino The Evening Standard, Morris disse que "os preços de apartamentos e quartos são muito altos para mim". O Advisory Service for Squatters usou uma fotografia de Morris escalando a parede do fundo da ocupação na capa de seu Squatters Handbook de 1979. O prédio tornou-se um centro de ativismo político, hospedando grupos comunitários como o Black People against State Harassment e o Brixton Black Women's Group. A Livraria Sabarr foi criada por um grupo de homens e mulheres negros locais que incluía Morris e, por meio dela, ativistas puderam trabalhar com escolas para fornecer materiais de leitura de história negra para um currículo mais diversificado. Morris e Obi então passaram para outra ocupação na 65 Railton Road.

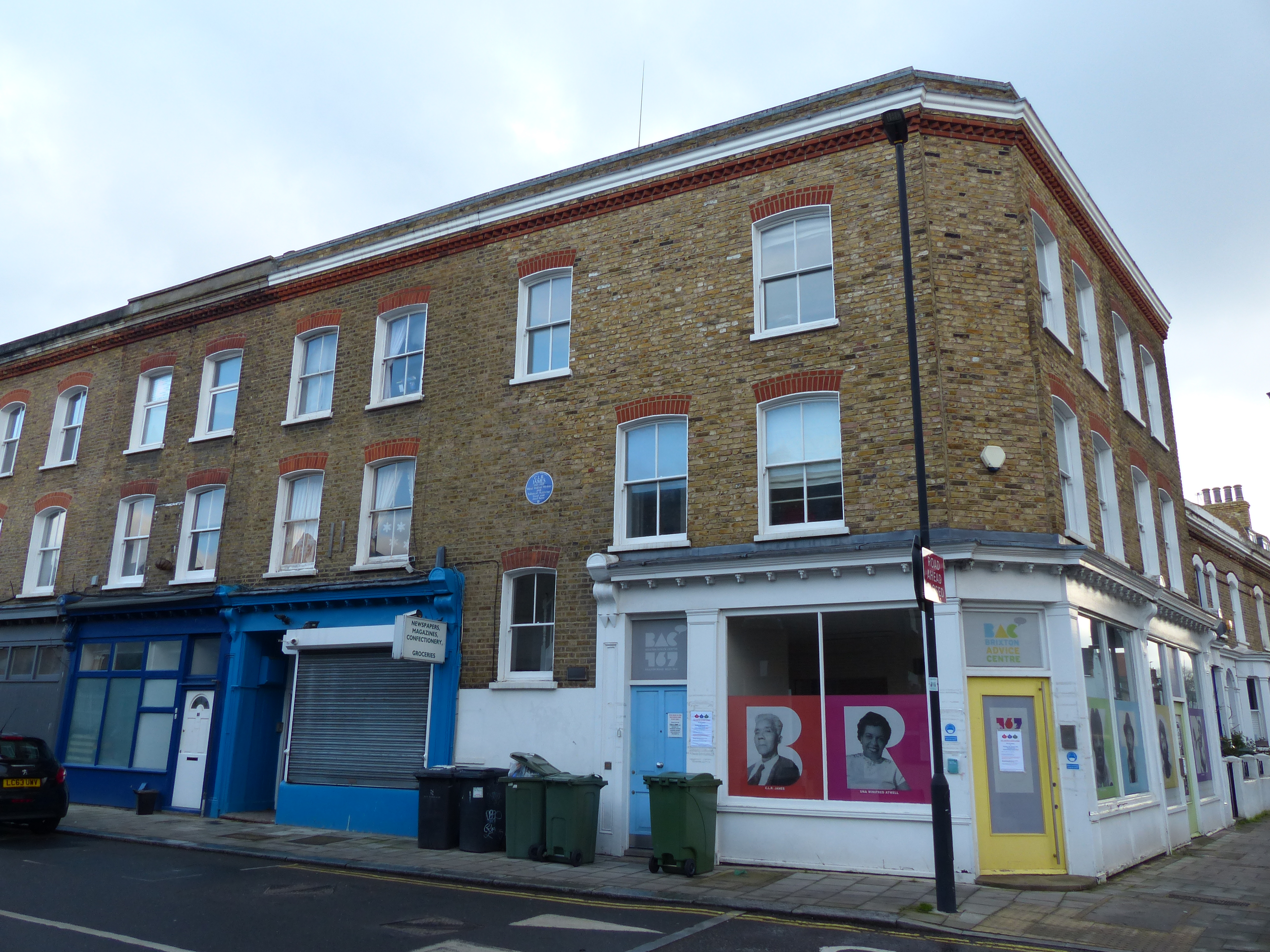
165–167 Railton Road, onde Race Today foi produzido e CLR James viveu. A placa azul comemorando a residência de James é visível no centro da fotografia

Posteriormente, a ocupação 121 Railton Road, tornou-se um centro social anarquista autogerido conhecido como Centro 121, que existia até 1999. A antropóloga Faye V. Harrison viveu com Morris e sua irmã em meados da década de 1970; mais tarde, ela lembrou que Morris via a moradia como um direito humano e a ocupação como uma ação direta para fornecer abrigo, então ela fazia questão de encorajar outras pessoas a se ocuparem. Morris também esteve envolvido com o coletivo Race Today, que contou com Farrukh Dhondy, Leila Hassan, Darcus Howe e Gus John. Quando se separou do Instituto de Relações Raciais em 1974, ela o ajudou a encontrar uma base nas ocupações de Brixton. Os escritórios foram localizados na 165–167 Railton Road, onde o coletivo produzia a revista e realizava sessões de discussão no porão. CLR James morava no último andar do prédio. Os escritórios, mais tarde, se tornaram o Brixton Advice Centre.

### Manchester
Morris estudou economia e ciências sociais na Universidade Victoria de Manchester entre os anos de 1975 a 1978. Rapidamente, integrou-se a organizações políticas de base em Moss Side, co-fundando o Grupo de Ajuda Mútua de Mulheres Negras e conhecendo ativistas locais como Kath Locke e Elouise Edwards. Locke fundou a Cooperativa de Mulheres Negras de Manchester (em inglês: MBWC) em 1975 com Coca Clarke e Ada Phillips; Morris se envolveu e os membros mais tarde relembraram seu vigor. Ela também fez campanha contra os planos da universidade de aumentar as mensalidades para estudantes estrangeiros. Após sua morte, o MWBC faliu devido à má administração financeira e se reformou como Cooperativa de Mulheres Abasindi; de sua base no Moss Side People's Centre, Abasindi organizou atividades educacionais, culturais e políticas sem nenhum financiamento público.
Morris ajudou a criar uma escola suplementar depois de fazer campanha com os pais negros locais para uma melhor oferta de educação para seus filhos e uma livraria negra. No âmbito da sua perspectiva internacionalista, participou no National Coordinating Committee of Overseas Students e viajou para Itália e Irlanda do Norte. Em 1977, ela viajou para a China com a Society for Anglo-Chinese Understanding e escreveu "A Sister's Visit to China" para o boletim informativo do Brixton Black Women's Group. O artigo analisa a práxis anti-imperialista e a organização comunitária na China.

### Retorno a Brixton
Depois de se formar em 1978, Morris voltou para Brixton e trabalhou no Brixton Community Law Centre. Com seu parceiro Mike McColgan, ela escreveu "A Liga Antinazista acertou no racismo?" para o Comitê Ad-Hoc de Brixton contra a Repressão Policial. O panfleto questionava se a Liga Antinazista estava correta em combater o fascismo enquanto ignorava o racismo institucional. Com as educadoras Beverley Bryan e Stella Dadzie, além de outras mulheres, Morris criou a Organização de Mulheres de Ascendência Africana e Asiática (em inglês:OWAAD) em Londres. Realizou sua primeira conferência no Abeng Center em Brixton, que Morris ajudou a fundar. Bryan mais tarde se lembrou de Morris como uma "personalidade forte".
Na conferência, 300 mulheres africanas, asiáticas e caribenhas de cidades como Birmingham, Brighton, Bristol, Leeds, Londres, Manchester e Sheffield se reuniram para discutir questões que as preocupavam, como moradia, emprego, saúde e educação. A OWAAD pretendia ser um grupo guarda-chuva que ligasse lutas e empoderasse as mulheres, ao mesmo tempo em que se opunha ao racismo, sexismo e outras formas de opressão. Juntamente com o Brixton Black Women's Group, a OWAAD foi uma das primeiras organizações para mulheres negras no Reino Unido. Morris editou FOWAD!, o boletim informativo do grupo, que continuou a ser publicado após sua morte.

## Morte
Durante uma viagem de bicicleta na Espanha com McColgan em 1978, Morris começou a se sentir mal. Ao retornar a Londres, ela foi para o King's College Hospital e foi mandada embora com comprimidos para flatulência, apenas para receber o diagnóstico de linfoma não-Hodgkin em setembro. O tratamento contra o câncer não teve sucesso e ela morreu em 12 de julho de 1979 no St Thomas' Hospital, Lambeth, aos 27 anos. Seu túmulo está no Cemitério Streatham Vale.

## Reconhecimento e legado

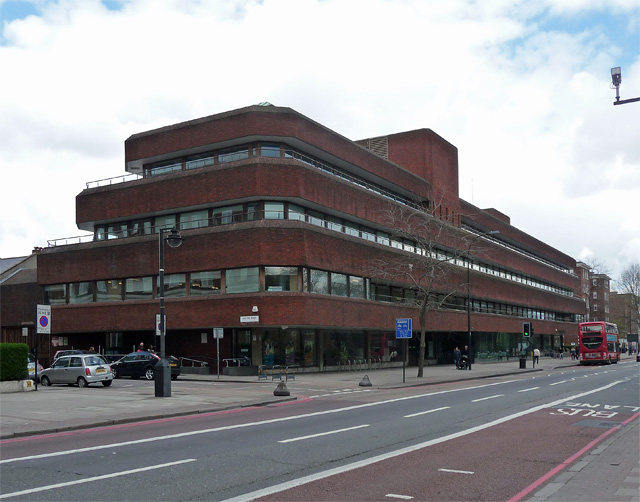
Olive Morris House em 18 Brixton Hill, em 2013. Foi demolido em 2020.

Ao lado de outras mulheres, como Liz Obi, Morris desempenhou um papel importante na criação de um movimento feminista Black Power no Reino Unido e a antropóloga Tracy Fisher descreve suas contribuições como "imensuráveis". O Brixton Black Women's Group publicou um obituário na terceira edição de seu boletim elogiando Morris por sua "total dedicação às lutas pela libertação, democracia e socialismo". Em sua coleção de poesia de 1980, Inglan Is A Bitch, Linton Kwesi Johnson publicou "Jamaica Lullaby" em memória de Morris. Lambeth Council nomeou seu novo prédio em 18 Brixton Hill em homenagem a ela em 1986, após uma campanha do Brixton Black Women's Group. O escritório local de benefícios habitacionais estava sediado lá; Morris havia se manifestado fora do escritório por melhores direitos à moradia.
A nomeação do prédio seguiu o motim de Brixton de 1985, que foi desencadeado pelo tiroteio policial de Cherry Groce; foi demolido em 2020. Um parque infantil também recebeu o nome de Morris em Myatt's Fields.
Em 2000, Obi fez uma exposição sobre Morris na Biblioteca de Brixton. Ana Laura López de la Torre lançou o blog "Remember Olive Morris" em 2007 para comemorar o legado de Morris e no ano seguinte foi lançado o Remembering Olive Collective (ROC), com membros como Ford e Obi. Ele comemorou a vida de Morris, reunindo informações e situando suas experiências dentro de uma história mais ampla da negra Brixton; o panfleto Você se lembra de Olive Morris? foi publicado em 2010 e distribuído para escolas locais em Lambeth. A ROC criou o Olive Morris Memorial Awards em 2011, a fim de oferecer apoio financeiro a mulheres de ascendência africana ou asiática com idade entre 16 e 27 anos. Em 2019, o coletivo foi relançado como ROC 2.0, já que o prédio do conselho com o nome de Morris estava programado para demolição e o grupo queria garantir que ela continuasse sendo lembrada.
Ford vê o ROC como impulsionado por historiadores da comunidade, que no Reino Unido estão frequentemente por trás de projetos como o Black Cultural Archives, a Feminist Library e o George Padmore Institute. De la Torre e Obi depositaram os materiais que haviam coletado na Coleção Olive Morris nos Arquivos de Lambeth. Os arquivos foram baseados na Biblioteca Minet até que foi anunciado em 2020 que eles se mudariam para a nova Olive Morris House, que seria construída no local do antigo prédio como parte do projeto habitacional Your New Town Hall.
Morris é representada na cédula B£1 da libra esterlina de Brixton, uma moeda local. Em 2017, um mural intitulado "SAY IT LOUD" foi pintado no conjunto habitacional Blenheim Gardens em Brixton, como parte da iniciativa Watch This Space. Foi pintado pelo artista sul-africano Breeze Yoko e baseia-se em seu personagem "Boniswa", ao mesmo tempo em que presta homenagem a Morris. Em comemoração ao centésimo aniversário da maioria das mulheres ganhando o direito de voto em 2018, The Voice listou oito mulheres negras que contribuíram para o desenvolvimento da Grã-Bretanha: Morris, Kathleen Wrasama, Connie Mark, Fanny Eaton, Diane Abbott, Lilian Bader, Margaret Busby e Mary Seacole. Morris também foi nomeada pelo Evening Standard em uma lista de 14 "Mulheres negras britânicas inspiradoras ao longo da história" ao lado de Seacole, Mark, Busby, Abbott, Claudia Jones, Adelaide Hall, Joan Armatrading, Tessa Sanderson, Doreen Lawrence, Maggie Aderin-Pocock, Sharon White, Malorie Blackman e Zadie Smith. Morris foi reconhecida com um Google Doodle no Reino Unido em 26 de junho de 2020 para marcar o que seria seu 68º aniversário. A vida e o ativismo de Morris foram dramatizados no curta-metragem de 2023, indicado ao BAFTA, The Ballad of Olive Morris.